# كلينوفايبرات
كلينوفايبرات أحد أدوية تخفيض الكوليسترول التي تنتمي إلى مجموعة الفايبرات.

## طريقة عمل الدواء
كلينوفايبرات كبقية الفايبرات يقوم بتفعيل مستلمات مولدات بيروكسيسوم الفعالة (PPAR-peroxisome proliferator-activated receptors) (وبالتحديد يؤثر على PPARα) والتي تؤثر على أيض السكريات والدهنيات وتكوين النسيج الدهني.

## الجرعة
- 200 ملغ ثلاث مرات يوميا عن طريق الفم.

## الأسماء التجارية
- ليبوكلين (Lipoclin) - متوفر في اليابان.